# Pfostenschuh

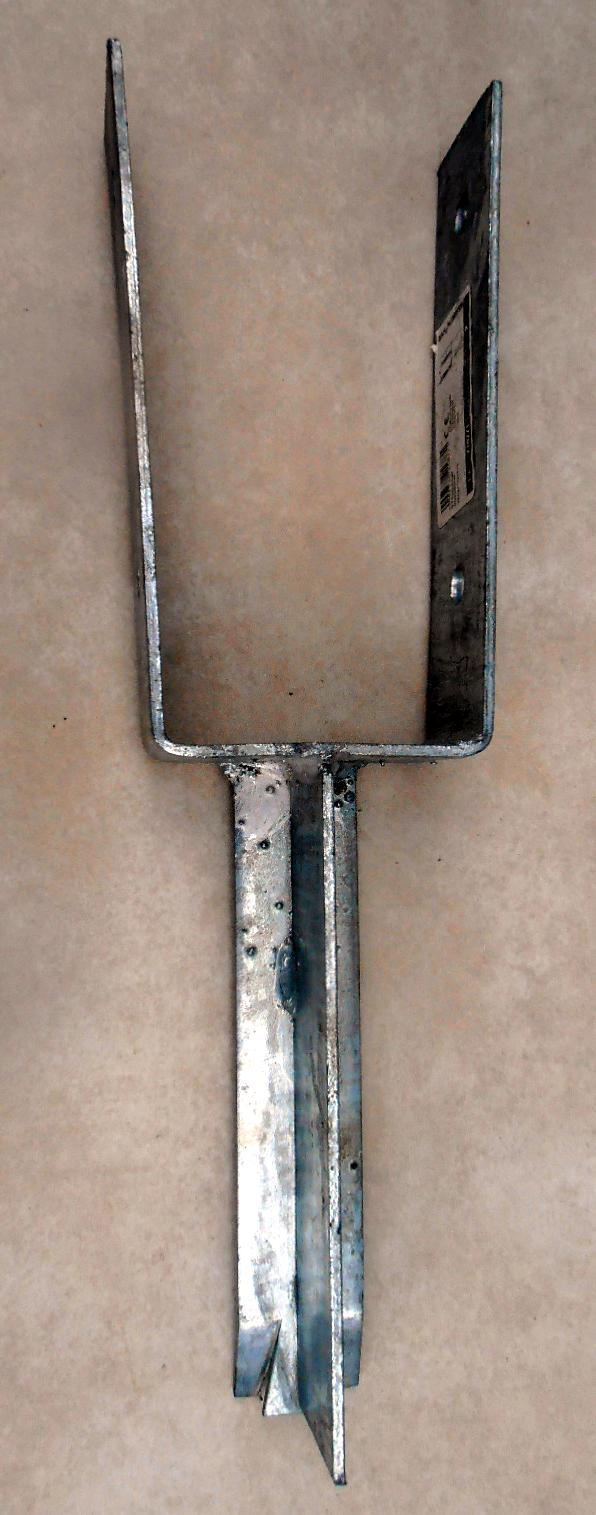
Pfostenschuh aus feuerverzinktem Stahl

Pfostenschuhe (auch Pfostenträger, Pfostenanker, Stützfuß, Stützenfuß, Säulenträger) sind im Holzbau ein Hilfsmittel des konstruktiven Holzschutzes.
Sie werden als druck- und zugsichere Verbindung zwischen Fundament und dem Holzbalken verwendet. Pfostenträger sind in verschiedenen Bauformen erhältlich. Grundlegend lassen sich die unterschiedlichen Modelle in "einbetonierbar" und "aufdübelbar" unterteilen. Unabhängig von der Bauform stellt ein Pfostenträger die notwendige Unterlüftung von Konstruktionsholz sicher und verhindert ständige Staunässe am Fuß des Holzes durch Erdreich, Schnee oder abfließendes Wasser. Hierdurch sorgt er für einen konstruktiven Holzschutz, der die Verrottung des Bauteiles auch ohne den Einsatz von „chemischen“ Holzschutzmitteln deutlich verzögert.
Stützfüße werden je nach Widerstandsfähigkeit gegen Umwelteinflüsse in Nutzungsklassen eingeteilt (Nutzungsklasse 1–3, siehe auch: Festigkeit).
Eine Alternative zum klassischen Pfostenträger stellen Schraubanker und Einschlagbodenhülsen dar.
Typische Anwendungsgebiete sind der Bau von:
- Carports
- Holzrahmen
- Terrassen
- Gartenhäuschen